# BMW Goldfisch V16
BMW Goldfisch je prototyp automobilového pístového motoru SOHC V16 s 32 ventily, o objemu 6,7 litru, vycházející z motoru BMW M70 V12.

## Vývoj
Vývoj začal koncem 80. let 20. století. Motor byl postaven tak, aby demonstroval maximální potenciál rodiny motorů s malým zdvihovým objemem. Na opačném konci spektra se při vývoji počítalo také s tříválcovým motorem. Vývoj začal 8. července 1987 a o 6 měsíců později, začátkem roku 1988, byl motor kompletní. V lednu a únoru 1988 byl testován na dynamometru. Po úspěšných zkouškách byl nainstalován do BMW řady 7 s dlouhým rozvorem (E32 Long) a v květnu 1988 byly provedeny první jízdní testy. 7. července 1988 byl motor představen interně v rámci BMW.
Aby se zabránilo „závodům ve zbrojení“ s jinými výrobci motorů, V16 nebyl nikdy uveden do sériové výroby. Navíc výkonnější verze motoru V12 M70, S70B56 instalovaná v BMW 850CSi, dosahovala téměř podobného výkonu 279 kW a 550 Nm.
Tento motor byl také zkoušebně implementován do Bentley Mulsanne jako potenciální „upgrade“ z přeplňovaného motoru V8. Na rozdíl od BMW E32, kde se chladič musel přesunout do kufru, se motor v Bentley vešel do přední části kompletně včetně chlazení.

## Technologie a výkon
Konstrukce motoru prakticky kopíruje uspořádání BMW M70 V12, ale s přidanými 4 dalšími válci.
Řídicí systém motoru byl při zkouškách upraven tak, že pracuje v režimu „dva 8válcové motory“.